# Loreto (Agusan do Sul)
Loreto é um município de  primeira classe de renda municipal (d) na província Agusan do Sul, nas Filipinas. De acordo com o censo de 1 de maio  de  2020 possui uma população de 43 880 pessoas e 10 136 domicílios.